# Réaction d'appui
Une réaction d'appui est une force ou un moment avec lequel un appui ou un encastrement soutient un objet technique, tel qu'une ouvrage porteur. L'ensemble des réactions d'appui fixe l'objet en question sur les appuis, c'est-à-dire qu'il assure les conditions d'équilibre.
Par exemple : la superstructure d'un pont repose sur les culées, une centrifugeuse sur une fondation, un véhicule ferroviaire sur les voies, et l'étagère à livres sur le mur ; le foret est serré dans le mandrin, et la solive encastrée dans la maçonnerie.
En mécanique technique, tous ces supports ou fixations sont considérés comme rigides. Cette idéalisation permet de déterminer les réactions d'appui à partir des conditions d'équilibre.
La méthode utilisée en mécanique technique consiste à supprimer les appuis dans le modèle de calcul et à les remplacer par les réactions d'appui associées. On parle alors de force d'appui (de)  et de moment d'encastrement.